# Aphoebantus pavidus
Aphoebantus pavidus är en tvåvingeart som beskrevs av Daniel William Coquillett 1886. Aphoebantus pavidus ingår i släktet Aphoebantus och familjen svävflugor. Inga underarter finns listade i Catalogue of Life.